# عمران إلياس
عمران إلياس بكر آدم لاعب كرة قدم نيجيري من مواليد السعودية شقيق اللاعب القطري الكابتن عبدالقادرالياس ، يلعب في الظهير الأيسر.

## مسيرة اللاعب
لعب سابقاً في نادي ضمك ونادي فاتيما البرتغالي و نادي نجران ونادي الشباب ونادي الطائي ونادي اللواء ونادي الطرف.

## روابط خارجية
- عمران إلياس على موقع قاعدة بيانات كرة القدم.إي يو (الإنجليزية)
- عمران إلياس على موقع Soccerway.com (الإنجليزية)
- عمران إلياس على موقع كووورة